# Бій під Хішамом
Бій під Хішамом — бойове зіткнення, що сталося в ніч з 7 на 8 лютого 2018 року неподалік сирійського селища Хішам, в якому Збройні сили США завдали ракетно-повітряний удар, знищивши російсько-асадівську оперативну бронетанкову групу. Удар був завданий у відповідь на спробу російсько-асадівських військ під покровом ночі висунутися в район заводу з переробки природного газу «Коноко» неподалік Хішама, де були позиції сирійсько-курдських демократичних сил і штаб американських радників. Напад розвивався з попередньо захопленного росіянами плацдарму на лівому березі Євфрату. Зіткнення стало одним з епізодів російсько-американського протистояння[джерело?] у громадянської війни в Сирії.
В період відносного затишшя на цій ділянці сирійського фронту[виправити стиль][невдалий термін], ударна група із числа російських найманців ПВК «Вагнер» та їхніх сателітів[невдалий термін] вдалися до мародерського рейду, задля захоплення нафтогазоносних площ на східному березі Євфрату, підконтрольній коаліції з курдсько-американських сил. Останнім довелося діяти наввипередки, щоби зупинити групу з пів тисячі нападників.
За даними американських військових, порядка 500[джерело?] сирійських проурядових військовиків, підтримувані танками та артилерією, почали штурм місцевості, поруч їхнього, сумісного із сирійськими демократичними силами, штабу, поблизу міста Хашшам в муніципалітеті Дайр-ез-Заур. Задля захисту своєї території, американцям довелося вступити у військову сутичку, залучивши для цього артилерію та авіацію. Через непідготовленість рейду, особливості рельєфу, нападники зазнали суттєвих втрат — за різними даними, їх число становить від 200 до 500 одиниць особового складу.
Ця сутичка стала показово-демонстративним елементом у сирійській військовій кампанії[виправити стиль][невдалий термін], та тимчасовим стримуючим фактором від подальшої ескалації конфлікту.

## Передумови
Після осіннього взяття під контроль центру провінції Дайр-ез-Заур, сирійські проурядові сили та опозиційні курдські формування проводили поступові, локальні наступальні дії із витіснення рештків терористів ІДІЛ в цій східній провінції Сирії. Оскільки деморалізовані та виснажені терористи майже без опору віддавали захоплені поселення та тікали на південь провінції, то наступальні сили (проурядові та курдські) поступово захопили майже всю територію та розмістилися по межі розмежування (ріка Євфрат), обумовленій попередньо їхніми політичними кураторами (російсько-американськими). Відтак, наприкінці 2017 року на східному театрі сирійської війни панувало відносне затишшя, зумовлене перегрупуванням сил, наведенням адміністративного впливу та зміни стратегії.

### Економічна складова військової кампанії
Оскільки після захоплення Дайр-ез-Заур, проурядові війська майже без бою отримали решту території на захід від Євфрату, бо рештки ІДІЛу перегрупувалися поближче до кордону з Іраком (в зоні впливу курдсько-американської коаліції), сирійські військові та їх поплічники заходилися вирішувати свої локальні питання (політичні, адміністративні та економічні). Такі їхні дії стали черговим підтвердженням того, що в сирійському конфлікті переплелися: етнічні, економічні та політичні мотиви багатьох не сирійських гравців, які тепер маніпулюють цим конфліктом в своїх меркантильних інтересах[джерело?].
За даними російського видання «Фонтанка» в 2016 році російська компанія «Європоліс», пов'язана з російським олігархом Євгеном Пригожиним, що фінансує ПВК «Вагнера», уклала договір з режимом Ассада про те, що компанія отримуватиме 25 % від доходів з нафтових родовищ, звільнених від ІДІЛ. Проте більшість сирійських нафтових родовищ знаходяться на лівому березі річки Євфрат, в районах, які опинились під контролем підтримуваних США Сирійських демократичних сил.

### Значення нохії Хішам
Нохія Хішам відіграє важливу роль в інфраструктурі мухафази Дайр-ез-Заур. Одна з найгустозаселеніших та обжитих територій виступає воротами в нафтогазоносний район провінції. Розташована вздовж східного берега Євфрату, тягнеться аж до околиць Дайр-ез-Заура. На території нохії знаходиться нафтопереробний комплекс, до якого стікаються нафтові потоки із пустельної частини провінції (південніше та східніше нохії).
Захопивши північну частину нохії, проурядовим силам не вдалося поширити свій вплив саме на економічно вигідну частину краю — її південно-східні терени (багаті на нафту). Натомість курдські сили взяли під свій контроль всі ці нафтові родовища, а задля їх безпеки заручилися технічною підтримкою американських спецпідрозділів. Отож, контролюючи чималу ділянку території провінції, урядові сили не мали жодного економічного зиску й тому шукали шляхи вирішення ситуації.
Вести офіційну військову кампанію супроти ситуативних, на цей час і на цій ділянці фронту, союзників уряд Башара аль-Ассада не міг, силкуючись отримати симетричну військову відповідь і втрату хиткого перемир'я. Тому вони пристали на, уже звичну, російську військову практику — «гібридної кампанії» із залученням фіктивних найманців.

## Хід подій
Кілька десятків квадратних кілометрів на східному березі Євфрату, прихоплені[жаргон] проурядовими силами після відходу бойовиків ІДІЛ з околиць Дайр-ез-Заура, стали конфліктною точкою між двома коаліціями. Курди апелювали до недотримання урядовими військами попередніх домовленостей. Російські найманці та їх сателіти не зважали на ці заяви, а мітили[жаргон] свої територіальні претензії задля стратегічних та економічних вигод (зокрема в багатих на нафту територіях). Як наслідок курди залучили своїх американських «консультантів» та сформували довкола цього плацдарму технічно-мобільний опорний пункт, неподалік поселення Хішам.[джерело?]
Закріпившись в поселеннях довкола річки, проурядові сили формували адміністрації. Натомість російські найманці, «вагнерівці» згуртували свої сили та почали провадити рейдерські захоплення інфраструктури довкола плацдарму. Оскільки та територія усіяна нафтовими свердловинами, то вона ще більше зацікавила приватну армію фаворита Путіна — Євгена Пригожина, які вирішили скористатися перемир'ям задля своїх економічних цілей. Вагнерівці почали формувати похідні групи із числа своїх найманців та їхніх сателітів (не регулярні військові одиниці).
За даними американської розвідки Пригожин отримав дозвіл на здійснення операції від «неназваного» російського міністра та наперед погодив з сирійським режимом, зокрема, з міністром з президентських справ Мансуром Фадлалах Аззамом (англ. Minister of Presidential Affairs Mansour Fadlallah Azzam).

### Залучені сили та формування
За даними російських джерел, наступ здійснювали формування ISIS Hunters — угруповання, під вивіскою якої діє ПВК Вагнер, — та проіранські «Бригади Фатіміюн».

### Рейд «вагнерівців»
7 лютого 2018 о 22:00 за місцевим часом «вагнерівці», замасковані під сирійців, у складі двох батальйонно-тактичних груп, кожна з яких мала три роти, похідною колоною рушили в сторону газового родовища «Коноко», в межах поселення Табійя. Атака на позиції курдів та американців велася з захопленого раніше росіянами плацдарму на лівому березі Євфрату (приблизно у 80 км на південний схід від міста Дайр-ез-Заур, на території, яка за домовленістю сторін мала лишатися під контролем курдських військових формувань). Атаці передувала артпідготовка.
На пропозиції американської сторони ще на стадії розгортання російських сил припинити просування у бік американо-курдських позицій, російський штаб традиційно відповідав, що з їх боку «нічого не відбувається» та «їх там немає».

### Контратака
Контратака американської артилерії та ВПС США тривала понад 7 годин. По російській колоні спочатку завдала ударів американська високоточна ракетна артилерія, потім була залучена військова авіація. У перших повідомленнях після бою йшлося про придушення російського спротиву літаком Lockheed AC-130, а для остаточного знищення поодинокої живої сили були залучені чотири вертольоти з великокаліберними кулеметами. Вогонь по цілях коректували з повітря американські дрони. Генерал-лейтенант ВПС США Джеффрі Гарріган у прес-конференції від 13 лютого повідомив, що прикриття повітряного простору виконували винищувачі F-22 і бойові дрони MQ-9. По землі завдавали ударів F-15E, MQ-9, B-52, AC-130 та вертольоти AH-64.
В результаті бою повністю були розбиті обидва батальйони «вагнерівців». Практично повністю була знищена 5-та рота. Була також знищена російська група артилерійської підтримки, тилова база та російсько-сирійський штаб в глибині ассадівської території, який керував наступом на курдські позиції.
Розгром завершився о 5:30 ранку 8 лютого 2018 року.
Офіційний штаб російського командування у Сирії запросив по рації у курдів та американців перемир'я, для того щоб евакуювати з поля бою вбитих та поранених.

## Втрати

### Російські та сирійські
Офіційних даних або точних втрат російська сторона не надала. 15 лютого, через тиждень після події, Марія Захарова повідомила, що у бою, ймовірно, могли загинути 5 громадян РФ, що не були російськими військовими. Повідомлення про сотні загиблих росіян вона назвала «дезинформацією».
Згідно з попередніми повідомленнями, які спиралися на радіо- та телефонні перехоплення росіян, втрати всієї бронетехніки росіян становили 90 %, живої сили — 70-80 %, а саме — від 215 до 644 російських вояків (дані у різних джерелах різняться). Багато російських вояків були знівечені до невпізнанності, тому свідки бою з російської сторони згадували про зниклих безвісти.. Кілька днів пізніше, близькі до «вагнерівців» джерела оприлюднили дані, що від авіаудару США 7 лютого 2018 року в районі населеного пункту Хашшам, на східному березі Євфрату, загинули 20 бійців, а втрати сирійської армії — ще більші.
У прес-конференції від 13 лютого генерал-лейтенант ВПС США Джеффрі Гарріган, відповідаючи на запитання журналіста про 100 убитих чоловік супротивника, сказав, що більш нових даних у нього немає.
У матеріалі 15 лютого Reuters озвучив дані російських втрат — приблизно 80—100 чоловік загинуло, і 200 дістали поранення. Подібні числа були озвучені з трьох різних джерел — двома російськими військовими лікарями та Євгенієм Шабаєвим, представником казацтва, що має зв'язки з військовими організаціями з найманців.
16 лютого 2018 року Володимир [Жириновський] на пресконференції ТАСС заявив про 300 загиблих россіян та уточнив, що вони перебували в Сирії незаконно. 
26 липня СБУ повідомила, що має інформацію про понад 80 убитих найманців ПВК «Вагнера», серед них і не російських громадян. Того дня були оприлюднені імена 40 найманців. 4 вересня були оприлюднені імена ще 9 найманців.
Станом на 7 жовтня 2018 СБУ оприлюднила дані 58 знищених найманців ПВК Вагнера та оцінила загальні втрати ПВК у 82 вбитих та 100 поранених.

### Курдські та американські
Американська та курдська сторона втрат не зазнали, лише один курдський військовик, як повідомив «Вашингтон пост», отримав поранення.

## Реакція

### Висвітлення у ЗМІ
13 лютого 2018 року CNN в репортажі оприлюднили і коротке відео — повітряну зйомку ударів, що знищили танк Т-72 і гаубицю М-30 з обслугою. Відео було згодом розповсюджене іншими інформ-агенціями.
14 лютого російське видання «Коммерсант» з посиланням на Міністерство оборони РФ охарактеризував дії російсько-сирійських сил як «небезпечну самодіяльність», без дозволу зі сторони російського командування в Сирії. Видання «Лента.ру» опублікувало статтю про ці події під заголовком «самоволка».

### Висвітлення у соцмережах
10 лютого на російському інтернет-форумі WarOnline.org був розміщений колаж, що містив фото згорілої української техніки із Зеленопілля на фоні марсіанського пейзажу, що нібито підтверджував втрати у Сирії. Колаж був в короткий строк викритий російськими засобами масової інформації та пропагандистами на кшталт Саші Коца як фальшивий. Він трактувався ними як фейк від Держдепу, або «від укропів».
17 лютого 2018 року через російського блогера Ель-Мюріда російськими спецслужбами було розповсюджено нібито перелік із 74 імен загиблих у бою. Перелік було спростовано як дезінформацію, фейк, в тому числі й пропагандистським ресурсом «Русская весна», який звинуватив у виготовленні фейку 74-й центр ІПСО Збройних сил України. За висновком ІнформНапалму, створення подібного інформаційного шуму здійснюється з тією метою, щоб, оперативно спростовуючи недостовірні матеріали, переконати внутрішню російську аудиторію у тому, що й інші масиви даних є фейками і ні в що вірити не можна.

## Розслідування
За даними розслідування від ІнформНапалму, планував операцію з російської сторони Сергій Кім — начальник оперативного відділу ПВК «Вагнера», заступник начальника штабу.

## Наслідки
За оцінкою Віктора Шевчука, розбиті російські підрозділи становили близько 20 % всіх російських штурмових сил у Сирії. Загальна кількість найманців ПВК Вагнера у Сирії оцінюється BBC у 2500 осіб.
На думку оглядачів польського Інституту східних досліджень ім. Марка Карія, бійня під Дайр-ез-Зауром завдала нищівного удару по кремлівській пропаганді. Вона поставила під сумнів твердження про переможне (для Кремля) завершення війни в Сирії. Очевидно хибним виявилось твердження про те, що інтервенція спричинила незначні (і дедалі менші, через проголошене виведення військ) втрати. Стало зрозумілим і те, що у Росії відсутня військово-політична перевага в Сирії й тому Сполучені Штати не зобов'язані шукати політичного примирення і координувати з Кремлем свої військові дії.